# Monture Pentax K

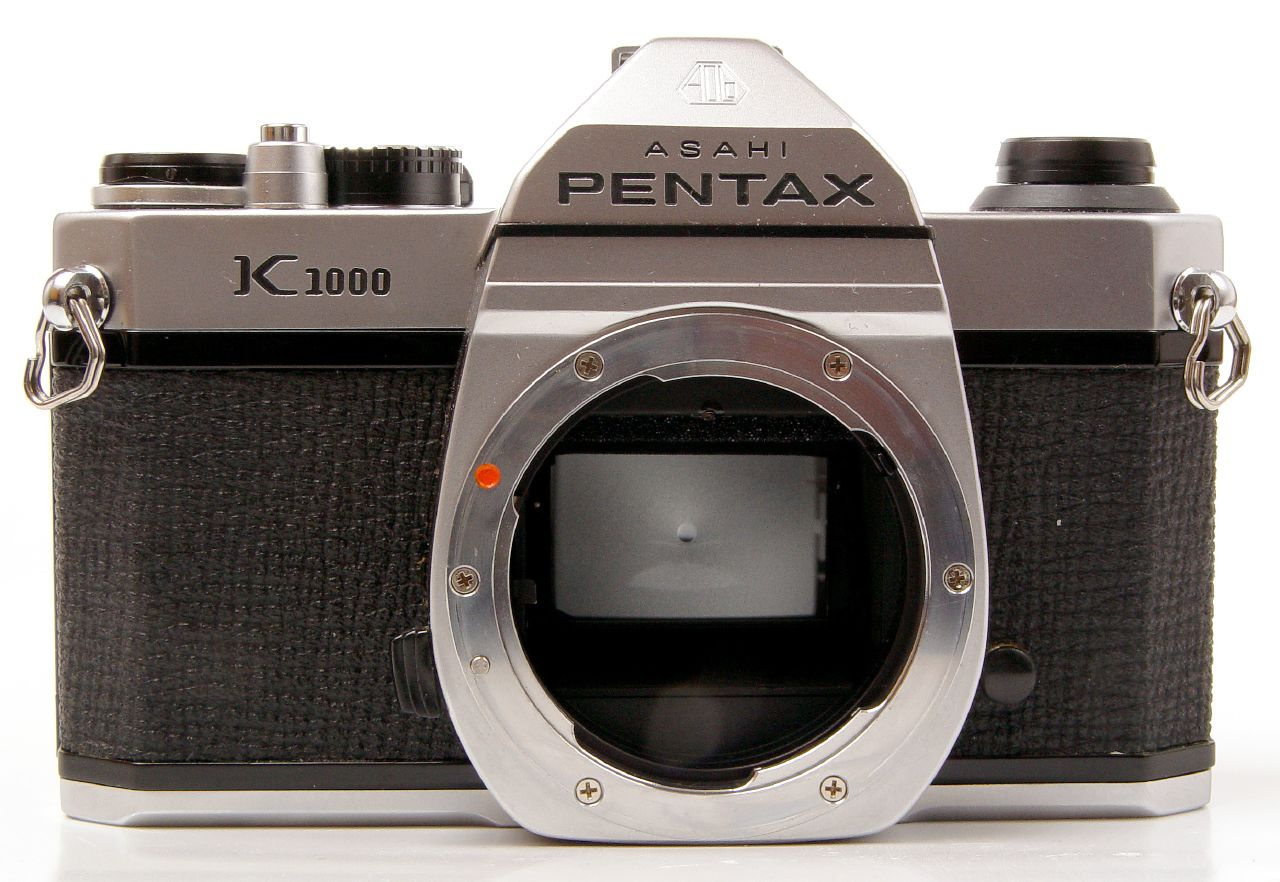
Pentax K1000 sans objectif montrant la monture.

La monture Pentax K est une monture d'objectif à baïonnette pour des appareils photographiques reflex mono-objectif au format 35 mm de la marque Pentax.
La monture K peut désigner :
- la monture originale ;
- la famille issue de la monture originale.

## Historique
La monture K est créée en 1971 par Pentax et intégrée sur un nouvel appareil dès 1975. Elle est conçue à partir de la baïonnette du Rectaflex (en), mise au point par Telemaco Corsi dont le brevet est racheté par Asahi et Nikon à la faillite de Rectaflex. Telemaco Corsi est également le concepteur de la première version du stigmomètre.
Les montures Pentax K et Nikon F, non-AI commercialisés avant 1977, sont presque compatibles (le montage et l'utilisation des objectifs Nikon est possible sur un boîtier Pentax mais ils ne clipsent pas, le sens de rotation étant inversé).
Cette monture K remplace la monture M42 que le fabricant utilisait précédemment. Dans sa version d'origine, elle est adoptée par Ricoh, Chinon, Cosina et plus tard Zenit.

## Spécifications
- Angle de rotation : 65°
- Tirage mécanique : 45,46 mm

## Versions
- 1975 monture K
  - 1981 monture KF
  - 1983 monture KA
    - 1987 monture KAF
      - 1991 monture KAF2
        - 1997 monture KAF2 digital
          - 2008 monture KAF3
            - 2016 monture KAF4

      - 1997 monture KA2
      - 1997 monture KAF Digital

### K
Introduite sur le marché en 1975, cette monture permet les modes manuel et Av (priorité à l'ouverture).
Matériels concernés
Objectifs : SMC Pentax (K), SMC Pentax-M
Boîtiers : Pentax K2, K2DMD, KX, KM, K1000, MX, ME Super, LX

### KF
Introduite sur le marché en 1981, cette monture permet en plus de la monture K, l'autofocus de première génération, avec moteur incorporé à l'objectif.
Matériels concernés
Objectifs : SMC Pentax-AF 35-70 / f2.8
Boîtiers : Pentax ME-F, Série P

### KA
| mode photo | bague de diaphragme | barillet vitesse |
| --- | ------------------- | ---------------- |
| Programme P | A                   | Auto             |
| Priorité Ouverture Av | valeur              | Auto             |
| Priorité Vitesse Tv | A                   | M                |
| Fill-In Flash automatique | A                   | Synchro flash X  |
| semi-automatique M | valeur              | M                |
| Fill-In Flash manuel | valeur              | Synchro flash X  |
| Lorsque le sélecteur de vitesse est positionné sur M, selon les boîtiers, on utilise 2 boutons poussoir ou une molette pour choisir la vitesse |                     |                  |

Introduite sur le marché en 1983, cette monture est dérivée de la monture K. Elle ne supporte plus l'autofocus mais avec ses nouveaux contacts électriques elle permet les nouveaux modes P (mode programme), Tv (priorité à la vitesse) et le mode semi-automatique avec le calcul de l'exposition à pleine ouverture.
Les objectifs Pentax A introduisent sur la bague de contrôle du diaphragme la position A (automatique). Cette position permet le contrôle du diaphragme par le boîtier.
Matériels concernés
Objectifs : SMC Pentax-A
Boîtiers : Pentax Série A, Série P

### KAF
Seconde monture autofocus, elle introduit en 1987 un septième contact électrique pour informer le boîtier de :
- la longueur focale de l'objectif ;
- la distance de mise au point ;
- l'ouverture précise du diaphragme.

Matériels concernés
Objectifs : SMC Pentax-F et FA
Boîtiers : Pentax MZ-6, MZ-7, Série SF

### KA2
Introduite sur le marché en 1997, cette monture n'a été utilisée que sur le boîtier MZ-M.
Elle a toutes les caractéristiques de la KAF mais ne gère pas l'autofocus.
Matériels concernés
Objectifs : Irix
Boîtiers : Pentax MZ-M

### KAF Digital
Cette dénomination n'existe pas dans la nomenclature Pentax. Pour Pentax, ce cas est regroupé avec KAF

Elle a toutes les caractéristiques de la KAF mais ne gère plus le contrôle du diaphragme, seule la position 'A' (automatique) est utilisable.
Les objectifs ayant cette monture n'ont plus de bague de diaphragme.
Matériels concernés
Objectifs : SMC Pentax-FAJ, SMC Pentax-DA sans motorisation SDM ou DC
Boîtiers : Pentax MZ-30, MZ-50, MZ-60, *ist, *ist D, *ist Ds(2), *ist DL(2), K100D, K110D

### KAF2
Elle a toutes les caractéristiques de la KAF et intègre en supplément des contacts "power" pour gérer le zooming ou les motorisations internes, SDM, DC et PLM.
Matériels concernés
Objectifs : SMC Pentax FA avec power-zoom (exemple smc PENTAX-FA 100-300mm F4.5-5.6)
Boîtiers : Pentax MZ-3, MZ-5, MZ-5n, MZ-10, MZ-S, Série Z, Série PZ

### KAF2 Digital
Cette dénomination n'existe pas dans la nomenclature Pentax. Pour Pentax, ce cas est regroupé avec KAF2

Elle a toutes les caractéristiques de la KAF2 mais ne gère plus le contrôle manuel du diaphragme, seule la position 'A' (automatique) est utilisable.
Les objectifs ayant cette monture n'ont plus de bague de diaphragme.
Matériels concernés
Objectifs : SMC Pentax-DA*, première génération de SMC Pentax D-FA avec motorisation SDM ou DC
Boîtiers : tous les boîtiers Pentax modernes depuis le K100D Super (exemples K200D, K-m, K-x, … K-10D, K-20D, … K-5, K-3, …)

### KAF3
Les caractéristiques sont apparues en 2008 depuis la sortie de l'objectif SMC Pentax-DA 17-70mm/f4 AL[IF] SDM. L'autofocus de cet objectif ne fonctionne qu'en motorisation interne (SDM, DC).
La monture KAF3 est équivalente à la KAF2 Digital, la came d'entrainement mécanique ayant été retirée.
Seuls les boîtiers disposant de la gestion du SDM (Monture KAF2) fonctionneront pleinement avec un objectif KAF3. Avec un boîtier auto-focus ne gérant pas le SDM (exemple Pentax *istD), l'adoption d'un objectif KAF3 (exemple Pentax 55mm/f1.4 SMC DA SDM) obligera à faire la mise au point manuellement.
Actuellement (2012) il n'est pas prévu de doter un boîtier d'une monture KAF3. Cela rendrait ce boîtier incompatible avec tous les objectifs non SDM dont la très prisée série des Limited.
Matériels concernés
Objectifs Pentax : SMC Pentax-DA 17-70mm/f4 AL [IF] SDM, SMC Pentax-DA* 55mm/f1.4 SDM, SMC Pentax-DA 18-135mm f/3.5-5.6 ED AL [IF] DC WR
Objectifs tiers : SIGMA avec moteur ultrasonique (HSM)

### KAF4
Les caractéristiques sont apparues en 2016 depuis la sortie de l'objectif HD Pentax-DA 55-300mm F4.5-6.3 ED PLM WR RE.

Le diaphragme de cet objectif est contrôlé électroniquement. Pour le reste des fonctionnalités, la monture KAF4 est identique à la KAF3.

Quoique peu probable, rien n'empêchera Pentax de proposer une monture KAF2 Digital avec un contrôle électromagnétique du diaphragme.
Le premier boîtier avec une monture KAF4 est le Pentax K-70.

Par la suite, les K-S1, K-S2, K-50, K-3, K-3 II et K-1 ont été rendus compatibles par une mise à jour de leur firmware.
Matériels concernés
Objectifs : HD Pentax-DA 55-300mm F4.5-6.3 ED PLM WR RE, HD Pentax-D FA 70-210mm F4 ED SDM WR, HD Pentax-D FA★ 50mm F1.4 SDM AW, HD Pentax-D FA★ 85mmF1.4 ED SDM AW
Boîtiers : tous les boîtiers Pentax modernes depuis le K-S1